# Мен'єр
Мен'єр (фр. Ménières) — громада  в Швейцарії в кантоні Фрібур, округ Бруа.

## Географія
Громада розташована на відстані близько 50 км на південний захід від Берна, 21 км на захід від Фрібура.
Мен'єр має площу 4,4 км², з яких на 9,2% дозволяється будівництво (житлове та будівництво доріг), 74,9% використовуються в сільськогосподарських цілях, 15,9% зайнято лісами, 0% не є продуктивними (річки, льодовики або гори).

## Демографія
2019 року в громаді мешкало 437 осіб (+35,3% порівняно з 2010 роком), іноземців було 17,4%. Густота населення становила 100 осіб/км².
За віковим діапазоном населення розподілялося таким чином: 28,1% — особи молодші 20 років, 56,5% — особи у віці 20—64 років, 15,3% — особи у віці 65 років та старші. Було 160 помешкань (у середньому 2,7 особи в помешканні).
Із загальної кількості 132 працюючих, 39 було зайнятих в первинному секторі, 20 — в обробній промисловості, 73 — в галузі послуг.